# Right Here, Right Now (My Heart Belongs to You)
Right here right now is de eerste single van de Nederlandse zangeres Raffaëla Paton, de winnares van Idols III. Het nummer werd enkele maanden eerder al uitgebracht door Agnes Carlsson, de winnares van de Zweedse versie van Idols: Idol 2005. Het nummer was geschreven door Jörgen Elofsson, die eerder met Kelly Clarkson en Britney Spears werkte.
De single stond tien weken in de Nederlandse Top 40, waarvan vijf weken op nummer 1. In de Single Top 100 hield de single het zestien weken lang vol, waarvan 6 weken op de hoogste positie. Ook de versie van Carlsson werd na vijf weken in eigen land van de nummer 1-positie gestoten. Deze versie verlaat na 20 weken de Zweedse hitlijst. 
De videoclip bestaat hoofdzakelijk uit beelden van Raffaëla's optreden tijdens de Idolsfinale. Dit wordt afgewisseld met beelden van opnames in een muziekstudio. Tussendoor verschijnen jeugdfoto's en beelden van het ontvangen van de platina plaat.

## Tracklist
1. Right Here Right Now (My Heart Belongs to You) – 3:36
2. Right Here Right Now (My Heart Belongs to You) (Instrumentaal) – 3:37

Ook de single van Agnes Carlsson bestaat uit het lied zelf en een instrumentale versie.

## Hitnotering
| "Right here right now" in de Nederlandse Top 40 - binnen: 25 maart 2006 | "Right here right now" in de Nederlandse Top 40 - binnen: 25 maart 2006 | "Right here right now" in de Nederlandse Top 40 - binnen: 25 maart 2006 | "Right here right now" in de Nederlandse Top 40 - binnen: 25 maart 2006 | "Right here right now" in de Nederlandse Top 40 - binnen: 25 maart 2006 | "Right here right now" in de Nederlandse Top 40 - binnen: 25 maart 2006 | "Right here right now" in de Nederlandse Top 40 - binnen: 25 maart 2006 | "Right here right now" in de Nederlandse Top 40 - binnen: 25 maart 2006 | "Right here right now" in de Nederlandse Top 40 - binnen: 25 maart 2006 | "Right here right now" in de Nederlandse Top 40 - binnen: 25 maart 2006 | "Right here right now" in de Nederlandse Top 40 - binnen: 25 maart 2006 | "Right here right now" in de Nederlandse Top 40 - binnen: 25 maart 2006 |
| Week                                                                    | 1                                                                       | 2                                                                       | 3                                                                       | 4                                                                       | 5                                                                       | 6                                                                       | 7                                                                       | 8                                                                       | 9                                                                       | 10                                                                      |                                                                         |
| ----------------------------------------------------------------------- | ----------------------------------------------------------------------- | ----------------------------------------------------------------------- | ----------------------------------------------------------------------- | ----------------------------------------------------------------------- | ----------------------------------------------------------------------- | ----------------------------------------------------------------------- | ----------------------------------------------------------------------- | ----------------------------------------------------------------------- | ----------------------------------------------------------------------- | ----------------------------------------------------------------------- | ----------------------------------------------------------------------- |
| Nummer                                                                  | 1                                                                       | 1                                                                       | 1                                                                       | 1                                                                       | 1                                                                       | 4                                                                       | 6                                                                       | 13                                                                      | 28                                                                      | 38                                                                      | uit                                                                     |

| "Right here right now" in de Single Top 100 - binnen: 18 maart 2006 | "Right here right now" in de Single Top 100 - binnen: 18 maart 2006 | "Right here right now" in de Single Top 100 - binnen: 18 maart 2006 | "Right here right now" in de Single Top 100 - binnen: 18 maart 2006 | "Right here right now" in de Single Top 100 - binnen: 18 maart 2006 | "Right here right now" in de Single Top 100 - binnen: 18 maart 2006 | "Right here right now" in de Single Top 100 - binnen: 18 maart 2006 | "Right here right now" in de Single Top 100 - binnen: 18 maart 2006 | "Right here right now" in de Single Top 100 - binnen: 18 maart 2006 | "Right here right now" in de Single Top 100 - binnen: 18 maart 2006 | "Right here right now" in de Single Top 100 - binnen: 18 maart 2006 | "Right here right now" in de Single Top 100 - binnen: 18 maart 2006 | "Right here right now" in de Single Top 100 - binnen: 18 maart 2006 | "Right here right now" in de Single Top 100 - binnen: 18 maart 2006 | "Right here right now" in de Single Top 100 - binnen: 18 maart 2006 | "Right here right now" in de Single Top 100 - binnen: 18 maart 2006 | "Right here right now" in de Single Top 100 - binnen: 18 maart 2006 | "Right here right now" in de Single Top 100 - binnen: 18 maart 2006 |
| Week                                                                | 1                                                                   | 2                                                                   | 3                                                                   | 4                                                                   | 5                                                                   | 6                                                                   | 7                                                                   | 8                                                                   | 9                                                                   | 10                                                                  | 11                                                                  | 12                                                                  | 13                                                                  | 14                                                                  | 15                                                                  | 16                                                                  |                                                                     |
| ------------------------------------------------------------------- | ------------------------------------------------------------------- | ------------------------------------------------------------------- | ------------------------------------------------------------------- | ------------------------------------------------------------------- | ------------------------------------------------------------------- | ------------------------------------------------------------------- | ------------------------------------------------------------------- | ------------------------------------------------------------------- | ------------------------------------------------------------------- | ------------------------------------------------------------------- | ------------------------------------------------------------------- | ------------------------------------------------------------------- | ------------------------------------------------------------------- | ------------------------------------------------------------------- | ------------------------------------------------------------------- | ------------------------------------------------------------------- | ------------------------------------------------------------------- |
| Nummer                                                              | 1                                                                   | 1                                                                   | 1                                                                   | 1                                                                   | 1                                                                   | 1                                                                   | 2                                                                   | 5                                                                   | 9                                                                   | 10                                                                  | 17                                                                  | 23                                                                  | 40                                                                  | 52                                                                  | 73                                                                  | 83                                                                  | uit                                                                 |